# زمین‌لرزه ۱۹۹۸ جزایر ریوکیو
زمین‌لرزه جزایر ریوکیو  در تاریخ ۳ مه ۱۹۹۸ میلادی، برابر با ‎۱۳ اردیبهشت ۱۳۷۷، ساعت ۲۳:۳۰:۲۱ به زمان یوتی‌سی در دریای فیلیپین رخ داد. ژرفای این زلزله ۲۳٫۹ کیلومتر بود، و بزرگی آن ۷٫۴ در مقیاس Mw اعلام شده‌است. زمین‌لرزه به وقت محلی در روز دوشنبه، ساعت ۷ روی داده و منطقه زمانی آن یوتی‌سی +۸ بوده‌است .
سازمان زمین‌شناسی آمریکا نیز رومرکز این زمین‌لرزه را در مختصات ۲۲°۱۸′۲۲″شمالی ۱۲۵°۱۸′۲۹″شرقی / ۲۲٫۳۰۶°شمالی ۱۲۵٫۳۰۸°شرقی و ژرفای آنرا در ۳۳ کیلومتر گزارش کرده‌است. بزرگی برگزیدهٔ این سازمان از میان بزرگیهای محاسبه‌شدهٔ مختلف ۷٫۵ در مقیاس Mw بوده و از دید اثر، در میان چهار دسته‌بندی «نامحسوس»، «محسوس»، «زیان‌آور» یا «با تلفات»، زلزله را «محسوس» اعلام کرده‌است.
پروژهٔ «تنسور گشتاور مرکزوار» زاویه‌های (راستا، شیب، ریک) گسل سازندهٔ زمین‌لرزه و صفحه عمود بر آنرا (°۱۳۹، °۸۲، °۱) یا (°۴۹، °۸۹، °۱۷۲) و نوع گسل را «امتدادلغز» فرارسانده‌است.